# Tuvinská kotlina
Tuvinská kotlina (rusky Тувинская котловина, Tuvinskaja kotlovina) je mezihorská sníženina v horním toku Jeniseje v Republice Tuva. Kotlina je ohraničena hřebeny Západního Sajanu, Východního Sajanu, Altaje a Tannu-Oly. Je dlouhá asi 400 km a šířka od 25 do 60 až 70 km. Výška se pohybuje v rozmezí 600 až 900 m. Kotlinu protíná údolí Horního Jeniseje (Улуг-Хем). Je rozdělena na západní (Chemčikská kotlina) a východní část (Ulug-Chemská kotlina). Na některých místech kotliny vyčnívají výběžky sousedních hřbetů.

## Charakteristika

### Ekonomika
Je rozšířen chov hospodářských zvířat (hlavně ovcí), pěstování obilovin (pšenice, ječmen, proso) a těžba černého uhlí (Ulugchemská kamenouhelná pánev).

### Klima
Podnebí je kontinentální. Zima je chladná a bezvětrná s převahou jasného a slunečného počasí. Území kotliny leží ve „srážkovém stínu“ hřbetů Altaje a Západního Sajanu, a proto na kotlinu dopadá málo srážkek, asi 180 až 300 mm. Největší množství srážek (až 65–85 % z ročního úhrnu) připadá na teplé období roku, hlavně na červenec a srpen. 
Průměrné lednové teploty se pohybují v rozmezí −25 až −34 °C s častými mrazy dosahující −55 až −58 °C. Léta jsou teplá, často horká. Červencová teplota je 19 až 20 °C, někdy dosáhne až k hodnotám 35–40 °C.

### Města
V Tuvinské kotlině leží města Kyzyl, Šagonar, Čadan nebo Ak-Dovurak.

## Fauna a flóra
Povrch kotliny pokrývá převážně stepní rostlinstvo. Větší řeky jsou lemovány pásy lesů.
Tuvinskou kotlinu obývají především stepní druhy fauny, velmi početní jsou zde hlodavci.